# Múcsony, Borsod-Abaúj-Zemplén
Múcsony este un sat în districtul Kazincbarcika, județul Borsod-Abaúj-Zemplén, Ungaria, având o populație de 3.211 locuitori (2011). 

## Demografie
Componența etnică a satului Múcsony
     Maghiari (87,3%)
     Romi (7,38%)
     Ruteni (4,02%)
     Necunoscut (0,29%)
     Alții (1,01%)
Componența confesională a satului Múcsony
     Greco-catolici (31,39%)
     Romano-catolici (16,75%)
     Fără religie (11,99%)
     Reformați (9,28%)
     Necunoscută (29,52%)
     Alte religii (1,65%)
Conform recensământului din 2011, satul Múcsony avea 3.211 locuitori. Din punct de vedere etnic, majoritatea locuitorilor (87,3%) erau maghiari, existând și minorități de romi (7,38%), ruteni (4,02%) și polonezi (1,44%). Apartenența etnică nu este cunoscută în cazul a 0,29% din locuitori. Nu există o religie majoritară, locuitorii fiind greco-catolici (31,39%), romano-catolici (16,75%), persoane fără religie (11,99%) și reformați (9,28%). Pentru 29,52% din locuitori nu este cunoscută apartenența confesională.